# Тополь (жилой массив)
«То́поль» (укр. «Топо́ля») — жилой массив в Днепре. Расположен на юге города. Один из крупнейших массивов города. Состоит из трёх частей — «Тополь-1», «Тополь-2» и «Тополь-3».

## История
Начал строиться в конце 1960-х годов, а был закончен в начале 1980-х. Проект детальной планировки улицы жилмассива «Тополь-1» разрабатывал архитектор Евсей Александрович Сорин.
6 июня 1997 года в результате оползня произошло разрушение девятиэтажного дома, школы и частично двух детских садов. С опасной территории было переселено 3650 жителей. Жилищный массив Тополь известен просадками грунта. По состоянию на 2004 год прямые убытки от оползней составили 34 млн гривен. В 2012 году на борьбу с оползнями из областного бюджета было выделено 1,1 млн грн. В 2013 году на строительство ливневой канализации из городского бюджета было предусмотрено 200 тысяч гривен.
В ночь на 21 августа 2018 года был снесён незаконный рынок.
В декабре 2018 года началась закладка первого в жилмассиве хвойного сада.

## Достопримечательности
В 2012 году началось строительство храма в честь великомученика Пантелеимона.

## Главные улицы
- Улица Паникахи
- Улица Тополиная
- Бульвар Платонова

## Транспорт
- Троллейбусные маршруты № 11, 16, 19, 21 автобусы и маршрутные такси из всех районов города[16]
- Железнодорожная станция «Встречный»

В генеральном плане города, принятом в 2016 году, предусмотрено строительство ветки метро до жилого массива «Тополь».

## Социальная сфера
С 1997 года, после закрытия трёх детских садов в результате оползней, было начато строительство нового детского сада, однако по состоянию на 2011 год работы завершены не были.